# فرایزتاون (پنسیلوانیا)
فرایزتاون (به انگلیسی: Frystown) یک منطقهٔ مسکونی در ایالات متحده آمریکا است که در شهرستان برکس، پنسیلوانیا واقع شده‌است. فرایزتاون ۳۸۰ نفر جمعیت دارد و ۱۴۲٫۰۴ متر بالاتر از سطح دریا واقع شده‌است.